# Claes Tholin

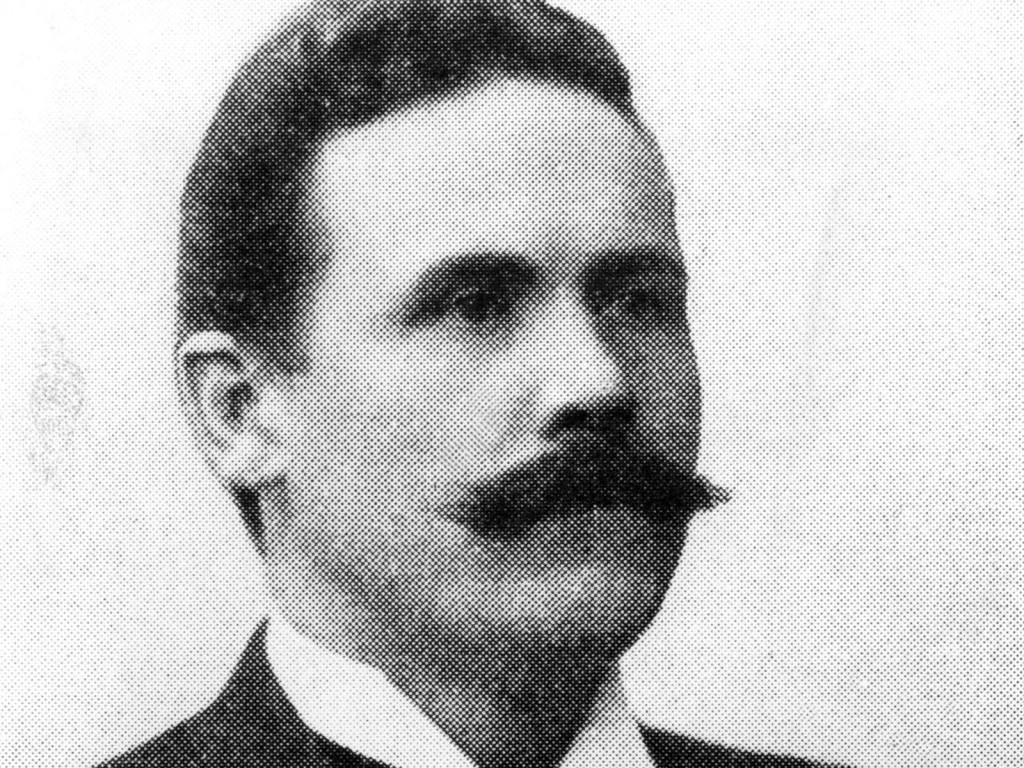
Portrait of Tholin

Claes Emil Tholin (22 de octubre de 1860 en Södra Säm, Älvsborgs län – 27 de junio de 1927 en Estocolmo) fue el primer líder del Partido Socialdemócrata Sueco de 1896 a 1907, después del liderazgo colectivo que había sido aplicado de 1889 a 1896. Fue taylor de ocupación. En los años de 1880 a 1890 trabajó en Copenhague y se convirtió en un miembro de la junta realizada allí. Después de regresar a Suecia continuó su trabajo como taylor mientras se convertía en una fuerza principal en el partido socialdemócrata sueco.